# Current Cancer Drug Targets
Current Cancer Drug Targets, abgekürzt Curr. Cancer Drug Targets, ist eine wissenschaftliche Fachzeitschrift, die vom Bentham Science-Verlag veröffentlicht wird. Die Zeitschrift erscheint derzeit mit neun Ausgaben im Jahr. Es werden Arbeiten veröffentlicht, die sich mit Zielstrukturen für Arzneimittel zur onkologischen Therapie beschäftigen.
Der Impact Factor lag im Jahr 2015 bei 3,707. Nach der Statistik des ISI Web of Knowledge wird das Journal mit diesem Impact Factor in der Kategorie Onkologie an 68. Stelle von 213 Zeitschriften geführt.